# Národní park Rondane
Národní park Rondane (norsky Rondane nasjonalpark) je nejstarší norský národní park rozkládající se v kraji Innlandet. Založen byl 21. prosince 1962 a jde tak o nejstarší národní park v Norsku. Park pokrývá oblast horského masivu Rondane s jeho deseti vrcholy přesahujícími výšku 2000 metrů. Nejvyšší horou je Rondeslottet (2387 m n. m.).
V roce 2003 byl park rozšířen na současnou rozlohu 963 km2. Park je významnou oblastí výskytu soba polárního.

## Povrch a klima
Rondane je typická vysokohorská oblast s rozsáhlými náhorními plošinami a celkem deseti vrcholy přesahujícími výšku 2000 metrů. Nejvyšší horou je Rondeslottet (2178 m n. m.). Nejnižší oblasti parku se nacházejí těsně pod horní hranicí lesa, která je přibližně ve výšce 1000 – 1100 m n. m. Vrcholy přes 2000 m n. m. jsou: Rondeslottet (2,178 m), Storronden (2,138 m), Høgronden (2,114 m), Midtronden západní vrchol (2,060 m), Vinjeronden (2,044 m), Midtronden východní vrchol (2,042 m), Trolltinden (2,018 m), Storsmeden (2,016 m), Digerronden (2,015 m), and Veslesmeden (2,015 m).
Klima je mírné ale relativně suché. Nejnižší oblasti jsou pokryty břízovými porosty, s rostoucí výškou vegetace ubývá. Nad hranicí 1500 m n. m. lze nalézt již jen nejodolnější lišejníky.
V nejhlubším údolí parku se rozkládá jezero Rondvatnet, které od sebe odděluje části Storronden-Rondeslottet a Smiubelgen. Kvůli nízké vlhkosti klimatu neexistují v Rondane žádné trvalé ledovce. V některých údolích se však drží sníh i přes léto.
V mnohých částech parku se nacházejí drobná ledovcová jezírka a morény, které jsou pozůstatky doby ledové.

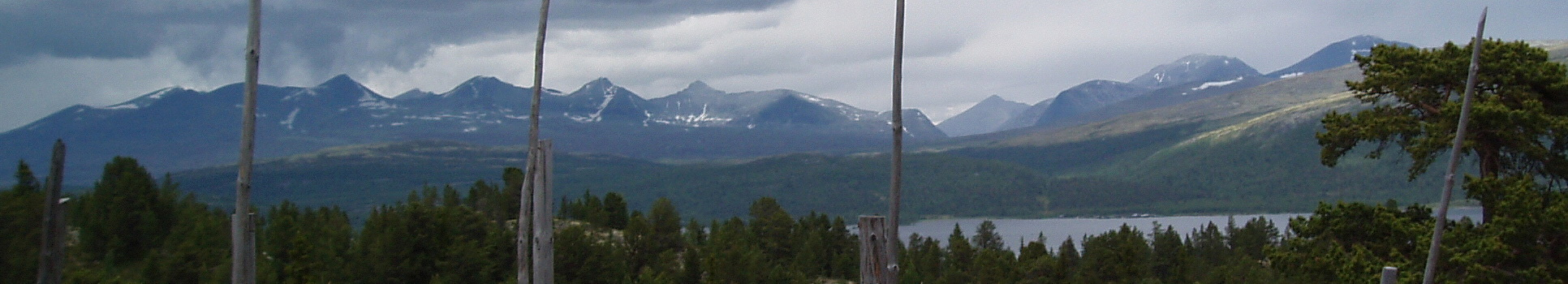
Vrcholy Rondane od jihu. Storronden a Rondeslottet jsou první dva napravo. Levá část masivu je Smiubelgen.

## Rondane v literatuře
Horská krajina Rondane inspirovala mnoho norských spisovatelů a dramatiků. Nejznámějším dílem je hra Peer Gynt z roku 1867 od Henrika Ibsena, jejíž část se odehrává právě na území dnešního národního parku.